# Портальрубіо-де-Гуадамехуд
Портальрубіо-де-Гуадамехуд (ісп. Portalrubio de Guadamejud) — муніципалітет в Іспанії, у складі автономної спільноти Кастилія-Ла-Манча, у провінції Куенка. Населення — 40 осіб (2010).
Муніципалітет розташований на відстані близько 95 км на схід від Мадрида, 45 км на північний захід від Куенки.

## Демографія
Динаміка населення (INE ):